# 그라지나 바체비치

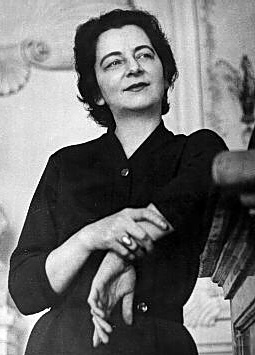
그라지나 바체비치

그라지나 바체비치(폴란드어: Grażyna Bacewicz, 1909년 2월 5일~1969년 1월 17일)는 폴란드의 작곡가이자 바이올리니스트이다. 19세기의 마리아 시마노프스카(Maria Szymanowska: 1789~1831) 이래로 여성 작곡가로서 이 사람만큼 정력적인 활동을 계속하였던 사람은 세계적으로도 드물다.
우치에서 태어나 바르샤바 음악원의 바이올린과 작곡과를 나온 뒤 1932년부터 파리에서 나디아 불랑제에게 사사하였다. 일단 귀국하여 우지 음악원의 선생이 되었으나 1934년 다시 파리로 가서 카를 플레시에게 바이올린을 배우고, 우선 바이올리니스트로 출발하였다. 작곡가로서도 다작인 편으로 작품은 각종의 장르에 이르렀다. 1950년대 후반까지의 작곡은 신고전주의적인 것이 주였으나 그 후 다소 급진적인 작용으로 흘렀다.